# 能登電気
能登電気株式会社（のとでんきかぶしきがいしゃ）は、1920年代に存在した日本の電力会社である。北陸電力送配電管内にかつて存在した事業者の一つ。
本社は石川県七尾市（旧・鹿島郡七尾町）。能登半島にあった4つの電気事業者が合併して1920年（大正9年）に発足した。本項ではこの前身事業者についても記述する。会社の営業期間は6年間で、1926年（大正15年）に富山県富山市の富山電気（後の日本海電気へと改称）へと吸収された。

## 歴史

### 前身会社時代
能登半島で最初の電気事業者は、鹿島郡七尾町（現・七尾市）にて1910年（明治43年）に開業した七尾電気株式会社である。同社は地元の津田嘉一郎・湯川温之らによって1909年（明治42年）3月に発起され、1910年3月に創立総会が開かれて発足した。株式募集に際して大阪市の実業家才賀藤吉がその多くを出資したことから才賀が社長に推され、地元からは湯川が専務取締役に就いた。開業は1910年12月5日。
七尾電気は当初、燃料を不完全燃焼させて燃料ガスを発生させるガス発生装置と、その燃料ガスを吸入して作動するガス機関を組み合わせた吸入式ガス発動機を原動機とする、小規模な火力発電所を電源としていた。しかし故障が多発するため、七尾港にあった硫酸肥料工場と交渉し、1912年（明治45年）より工場構内に発電所を移設した。移設後の設備はボイラー・蒸気機関と出力75キロワットの三相交流発電機である。同年6月からは西湊村・石崎村・端村・田鶴浜村にも供給区域が拡大した。
七尾電気に続き、能登半島では鳳至郡輪島町（現・輪島市）で1912年3月12日に輪島電気株式会社が開業した。同社は名古屋市の電気工事業者が地元有志に勧誘して1911年（明治44年）4月に設立。吸入式ガス発動機を原動機とする出力75キロワットの発電所を電源とした。小火力発電ではあるが、1912年10月から電灯供給に加え動力用電力供給も開始した。電力供給先の多くは、地場産業輪島塗の木地業者であった。
1912年下期以降は、後に能登電気ではなく能州電気へ統合される中島電灯・和倉電気なども開業する。能登電気に関係するところでは、1914年（大正3年）5月に羽咋郡羽咋町（現・羽咋市）にて地元資本で羽咋電気が設立され、翌1915年（大正4年）6月13日に石動電気からの受電を元に開業した。次いで1916年（大正5年）1月に羽咋郡志雄村（現・宝達志水町）で志雄電気が設立され、同年10月14日、これも石動電気からの受電により開業した。さらに1918年（大正7年）8月に羽咋郡高浜町（現・志賀町）で高浜電気が設立され、翌1919年（大正8年）4月15日に開業している。
一方七尾電気では、1916年に地元七尾の実業家樋爪譲太郎が才賀系の松阪水力電気から持株を買い取り、新たに社長となった。樋爪は輪島電気で専務として経営にあたる新田與一を引き抜き、七尾電気の専務としている。翌1917年（大正6年）1月、金沢市の金沢電気瓦斯との間で受電契約を締結する。この受電転換により供給力が75キロワットから400キロワットへと大幅に拡大した。また石動電気と交渉し、同社との競願となっていた供給区域を七尾電気が獲得する代わりに、七尾電気の増資新株の半額を石動電気に割り当てることになった。

### 能登電気設立後
1920年代に入ると能登半島でも事業統合が進展する。その最初のものが能登電気の設立であり、七尾電気・輪島電気・志雄電気・高浜電気の4社と電気事業への投資ならびに電気器具の販売・工事請負いを目的に1919年10月七尾町に設立されていた大正電機が合併して成立した。1920年（大正9年）1月23日のことである。翌年には中島電灯・和倉電気などの統合によって能州電気が発足する。これらの統合から漏れていた羽咋電気は、1925年（大正14年）11月22日に能登電気へ合併された。
能登電気の成立時は金沢電気瓦斯からの受電のほか、輪島に75キロワットの小発電所が残っていたが、金沢電気瓦斯の事業を引き継いだ金沢市営電気が穴水まで送電線を伸ばすとこちらからも受電するようになり、1923年（大正12年）に発電所を廃止した。羽咋電気合併後の受電地点は七尾町・穴水町ほか4地点で、金沢市営電気から合計1,430キロワット、石動電気から75キロワットを受電していた（1926年5月末時点）。なお穴水から先は輪島町まで自社送電線が伸びていた。
能登電気では需要家の獲得に努め、設立以来順調に供給成績を伸ばした。需要開拓の分野の例に農村電化があり、1926年7月には灌漑用電力揚水ポンプを初めて据え付けている。供給成績は1926年（大正15年）に電灯6万灯、電力1,000キロワットに達した。こうした中、電源を複数化すべく富山県富山市の富山電気（1928年日本海電気と改称）と受電について交渉していたが、富山電気が富山県西部・氷見の氷見電気を合併したことでその先にある能登半島への進出も目指すようになり、急遽富山電気と能登電気の合併が具体化された。その結果1926年7月17日合併契約締結に至り、8月3日能登電気は株主総会にて合併を議決。そして同年12月1日、合併が成立し能登電気は消滅した。合併時、能登電気の資本金は210万円、供給区域は能登半島4町53村であった。
1年半後の1928年5月付、能州電気も富山県高岡市の高岡電灯に合併された。翌年には羽咋郡に供給区域を持つ石動電気も高岡電灯に合併されており、その結果、能登4郡はほとんどが日本海電気か高岡電灯という富山県側の電力会社の供給区域となり、その上両社の供給区域が交錯する地域となった。

## 供給区域
1925年（大正14年）12月末時点における能登電気の供給区域は以下の通り。全域石川県内である。
| 羽咋郡 （24町村） | 志雄町・樋川村・南志雄村・北志雄村・南邑知村（現・宝達志水町）、 羽咋町・塵浜村・富永村・中邑知村・北邑知村・若部村・越路野村・一ノ宮村・上甘田村（現・羽咋市）、 高浜町・中甘田村・下甘田村・加茂村・東土田村・西土田村・堀松村・上熊野村・志加浦村・熊野村（現・志賀町） |
| 鹿島郡 （22町村） | 余喜村・鹿島路村（現・羽咋市）、 金丸村・能登部町・御祖村・滝尾村・久江村・越路村・鳥屋村（現・中能登町）、 相馬村（現・中能登町・七尾市）、赤蔵村・端村・田鶴浜村・金ヶ崎村・石崎村・西湊村・高階村・徳田村・矢田郷村・七尾町・東湊村・崎山村（現・七尾市）               |
| 鳳至郡 （11町村） | 輪島町・大屋村・河原田村・鵠巣村・三井村・本郷村・浦上村・櫛比村・七浦村・諸岡村・黒島村（現・輪島市） |

1926年11月末時点での供給実績は、電灯需要家数2万6143戸・取付灯数6万2083灯、取付電動機468台・計1,439馬力であった。

## 発電所一覧
能登電気と前身事業者に関連する発電所は以下の通り。
| 発電所名 | 種別   | 出力 (kW) | 所在地                                         | 運転開始   | 廃止   | 前所有者 |
| -------- | ------ | --------- | ---------------------------------------------- | ---------- | ------ | -------- |
| 七尾     | ガス力 | 56        | 鹿島郡七尾町字魚町（現・七尾市魚町）           | 1910年12月 | 1913年 | 七尾電気 |
| 七尾     | 汽力   | 75        | 鹿島郡矢田郷村大字矢田新（現・七尾市矢田新町） | 1913年     | 1918年 | 七尾電気 |
| 輪島     | ガス力 | 75        | 鳳至郡輪島町大字河合（現・輪島市河合町）       | 1912年3月  | 1923年 | 輪島電気 |